# Barbara Szydłowska
Barbara Szydłowska, coniugata Żelazny (Płock, 16 febbraio 1937 – 11 febbraio 2011), è stata una cestista polacca.

## Carriera
Con la Polonia ha disputato tre edizioni dei Campionati europei (1958, 1960, 1962).